# Fed Cup 2011 – blok B 2. skupiny zóny Asie a Oceánie
Blok B 2. skupiny zóny Asie a Oceánie Fed Cupu 2011 představoval jednu ze dvou podskupin 2. skupiny. Hrálo se mezi 2. až 5. únorem v areálu National Tennis Centre thajského města Nonthaburi venku na tvrdém povrchu. 
Čtyři týmy se utkaly ve vzájemných zápasech. Vítěz následně sehrál zápas s vítězem bloku A o postup do 1. skupiny zóny Asie a Oceánie pro rok 2012. Družstva z druhé, třetí a čtvrté příčky se v baráži utkala se stejně umístěnými týmy o konečné pořadí.

## Blok B
|     |              | Hongkong | Singapur | Turkmenistán | Omán | Zápasy V/P | Sety V/P | Hry V/P | Pořadí |
| 50. | Hongkong     |          | 3–0      | 3–0          | 3–0  | 3–0        | 18–1     | 109–19  | 1      |
| 67. | Singapur     | 0–3      |          | 2–1          | '2–1 | 2–1        | 8–11     | 67–83   | 2.     |
| 81  | Turkmenistán | 0–3      | 1–2      |              | 3–0  | 1–2        | 8–11     | 64–88   | 3.     |
|     | Omán         | 0–3      | 1–2      | 0–3          |      | 0–3        | 5–16     | 60–110  | 4.     |

- V/P – výhry/prohry

## Zápasy

### Hongkong vs. Turkmenistán
| | Hongkong | 3 :                                                                | 0   | Turkmenistán |    |  |
| --- | -------- | ------------------------------------------------------------------ | --- | ------------ | -- |  |
| National Tennis Centre, Nonthaburi, Thajsko 2. února 2011 tvrdý (venku) |          |                                                                    |     |              |    |  |
| \| \| \| \| 1. \| 2. \| 3. \| \| \| -- \| \| ------------------------------------------------------------------ \| --- \| --- \| -- \| \| \| 1. \| \| Katherine Ipová Amangul Mollajevová \| 6 0 \| 6 0 \| \| \| \| 2. \| \| Ling Zhang Anastasija Prenková \| 6 0 \| 6 0 \| \| \| \| 3. \| \| Ho Ching Wu / Ling Zhang Jenneta Hallijevová / Anastasija Prenková \| 6 0 \| 6 3 \| \| \| \| \| \| \| \| \| \| \| \| \| \| \| \| \| \| \| \| \| \| \| \| \| \| \| \| \| \| \| \| \| \| \| \| \| \| \| \| \| \| \| |          |                                                                    |     |              |    |  |
| |          |                                                                    | 1.  | 2.           | 3. |  |
| 1. |          | Katherine Ipová Amangul Mollajevová                                | 6 0 | 6 0          |    |  |
| 2. |          | Ling Zhang Anastasija Prenková                                     | 6 0 | 6 0          |    |  |
| 3. |          | Ho Ching Wu / Ling Zhang Jenneta Hallijevová / Anastasija Prenková | 6 0 | 6 3          |    |  |
| |          |                                                                    |     |              |    |  |
| |          |                                                                    |     |              |    |  |
| |          |                                                                    |     |              |    |  |
| |          |                                                                    |     |              |    |  |
| |          |                                                                    |     |              |    |  |

### Singapur vs. Omán
| | Singapur | 2 :                                                                 | 1   | Omán |     |  |
| --- | -------- | ------------------------------------------------------------------- | --- | ---- | --- |  |
| National Tennis Centre, Nonthaburi, Thajsko 2. února 2011 tvrdý (venku) |          |                                                                     |     |      |     |  |
| \| \| \| \| 1. \| 2. \| 3. \| \| \| -- \| \| ------------------------------------------------------------------- \| --- \| --- \| --- \| \| \| 1. \| \| Clare Fongová Maliha Al-Awaidy \| 6 0 \| 6 2 \| \| \| \| 2. \| \| Stefanie Tanová Fatma Al Nabhani \| 0 6 \| 4 6 \| \| \| \| 3. \| \| Clare Fongová / Stefanie Tanová Sarah Al Balushi / Fatma Al Nabhani \| 3 6 \| 7 5 \| 6 2 \| \| \| \| \| \| \| \| \| \| \| \| \| \| \| \| \| \| \| \| \| \| \| \| \| \| \| \| \| \| \| \| \| \| \| \| \| \| \| \| \| \| |          |                                                                     |     |      |     |  |
| |          |                                                                     | 1.  | 2.   | 3.  |  |
| 1. |          | Clare Fongová Maliha Al-Awaidy                                      | 6 0 | 6 2  |     |  |
| 2. |          | Stefanie Tanová Fatma Al Nabhani                                    | 0 6 | 4 6  |     |  |
| 3. |          | Clare Fongová / Stefanie Tanová Sarah Al Balushi / Fatma Al Nabhani | 3 6 | 7 5  | 6 2 |  |
| |          |                                                                     |     |      |     |  |
| |          |                                                                     |     |      |     |  |
| |          |                                                                     |     |      |     |  |
| |          |                                                                     |     |      |     |  |
| |          |                                                                     |     |      |     |  |

### Hongkong vs. Singapur
| | Hongkong | 3 :                                                   | 0   | Singapur |    |  |
| --- | -------- | ----------------------------------------------------- | --- | -------- | -- |  |
| National Tennis Centre, Nonthaburi, Thajsko 3. února 2011 tvrdý (venku) |          |                                                       |     |          |    |  |
| \| \| \| \| 1. \| 2. \| 3. \| \| \| -- \| \| ----------------------------------------------------- \| --- \| --- \| -- \| \| \| 1. \| \| Katherine Ipová Clare Fongová \| 6 0 \| 6 0 \| \| \| \| 2. \| \| Ling Zhang Stefanie Tanová \| 6 3 \| 6 2 \| \| \| \| 3. \| \| Ho Ching Wu / Ling Zhang Clare Fongová / Khee Yen Wee \| 6 0 \| 6 0 \| \| \| \| \| \| \| \| \| \| \| \| \| \| \| \| \| \| \| \| \| \| \| \| \| \| \| \| \| \| \| \| \| \| \| \| \| \| \| \| \| \| \| |          |                                                       |     |          |    |  |
| |          |                                                       | 1.  | 2.       | 3. |  |
| 1. |          | Katherine Ipová Clare Fongová                         | 6 0 | 6 0      |    |  |
| 2. |          | Ling Zhang Stefanie Tanová                            | 6 3 | 6 2      |    |  |
| 3. |          | Ho Ching Wu / Ling Zhang Clare Fongová / Khee Yen Wee | 6 0 | 6 0      |    |  |
| |          |                                                       |     |          |    |  |
| |          |                                                       |     |          |    |  |
| |          |                                                       |     |          |    |  |
| |          |                                                       |     |          |    |  |
| |          |                                                       |     |          |    |  |

### Turkmenistán vs. Omán
| | Turkmenistán | 3 :                                                                       | 0   | Omán    |     |  |
| --- | ------------ | ------------------------------------------------------------------------- | --- | ------- | --- |  |
| National Tennis Centre, Nonthaburi, Thajsko 3. února 2011 tvrdý (venku) |              |                                                                           |     |         |     |  |
| \| \| \| \| 1. \| 2. \| 3. \| \| \| -- \| \| ------------------------------------------------------------------------- \| --- \| ------- \| --- \| \| \| 1. \| \| Jenneta Hallijevová Maliha Al-Awaidy \| 6 1 \| 6 0 \| \| \| \| 2. \| \| Anastasija Prenková Fatma Al Nabhani \| 4 6 \| 712 610 \| 6 4 \| \| \| 3. \| \| Ajna Jerešovová / Amangul Mollajevová Sarah Al Balushi / Maliha Al-Awaidy \| 6 2 \| 6 3 \| \| \| \| \| \| \| \| \| \| \| \| \| \| \| \| \| \| \| \| \| \| \| \| \| \| \| \| \| \| \| \| \| \| \| \| \| \| \| \| \| \| \| |              |                                                                           |     |         |     |  |
| |              |                                                                           | 1.  | 2.      | 3.  |  |
| 1. |              | Jenneta Hallijevová Maliha Al-Awaidy                                      | 6 1 | 6 0     |     |  |
| 2. |              | Anastasija Prenková Fatma Al Nabhani                                      | 4 6 | 712 610 | 6 4 |  |
| 3. |              | Ajna Jerešovová / Amangul Mollajevová Sarah Al Balushi / Maliha Al-Awaidy | 6 2 | 6 3     |     |  |
| |              |                                                                           |     |         |     |  |
| |              |                                                                           |     |         |     |  |
| |              |                                                                           |     |         |     |  |
| |              |                                                                           |     |         |     |  |
| |              |                                                                           |     |         |     |  |

### Hongkong vs. Omán
| | Hongkong | 3 :                                                               | 0   | Omán |     |  |
| --- | -------- | ----------------------------------------------------------------- | --- | ---- | --- |  |
| National Tennis Centre, Nonthaburi, Thajsko 4. února 2011 tvrdý (venku) |          |                                                                   |     |      |     |  |
| \| \| \| \| 1. \| 2. \| 3. \| \| \| -- \| \| ----------------------------------------------------------------- \| --- \| --- \| --- \| \| \| 1. \| \| Ho Ching Wu Sarah Al Balushi \| 6 0 \| 6 1 \| \| \| \| 2. \| \| Ling Zhang Fatma Al Nabhani \| 6 2 \| 1 6 \| 6 1 \| \| \| 3. \| \| Katherine Ipová / Yan-Tung Ki Sarah Al Balushi / Maliha Al-Awaidy \| 6 0 \| 6 1 \| \| \| \| \| \| \| \| \| \| \| \| \| \| \| \| \| \| \| \| \| \| \| \| \| \| \| \| \| \| \| \| \| \| \| \| \| \| \| \| \| \| \| |          |                                                                   |     |      |     |  |
| |          |                                                                   | 1.  | 2.   | 3.  |  |
| 1. |          | Ho Ching Wu Sarah Al Balushi                                      | 6 0 | 6 1  |     |  |
| 2. |          | Ling Zhang Fatma Al Nabhani                                       | 6 2 | 1 6  | 6 1 |  |
| 3. |          | Katherine Ipová / Yan-Tung Ki Sarah Al Balushi / Maliha Al-Awaidy | 6 0 | 6 1  |     |  |
| |          |                                                                   |     |      |     |  |
| |          |                                                                   |     |      |     |  |
| |          |                                                                   |     |      |     |  |
| |          |                                                                   |     |      |     |  |
| |          |                                                                   |     |      |     |  |

### Singapur vs. Turkmenistán
| | Singapur | 2 :                                                                         | 1   | Turkmenistán |    |  |
| --- | -------- | --------------------------------------------------------------------------- | --- | ------------ | -- |  |
| National Tennis Centre, Nonthaburi, Thajsko 4. února 2011 tvrdý (venku) |          |                                                                             |     |              |    |  |
| \| \| \| \| 1. \| 2. \| 3. \| \| \| -- \| \| --------------------------------------------------------------------------- \| --- \| --- \| -- \| \| \| 1. \| \| Clare Fongová Amangul Mollajevová \| 6 2 \| 6 1 \| \| \| \| 2. \| \| Stefanie Tanová Anastasija Prenková \| 6 3 \| 6 2 \| \| \| \| 3. \| \| Ming Ming Joy Chia / Khee Yen Wee Jenneta Hallijevová / Anastasija Prenková \| 2 6 \| 4 6 \| \| \| \| \| \| \| \| \| \| \| \| \| \| \| \| \| \| \| \| \| \| \| \| \| \| \| \| \| \| \| \| \| \| \| \| \| \| \| \| \| \| \| |          |                                                                             |     |              |    |  |
| |          |                                                                             | 1.  | 2.           | 3. |  |
| 1. |          | Clare Fongová Amangul Mollajevová                                           | 6 2 | 6 1          |    |  |
| 2. |          | Stefanie Tanová Anastasija Prenková                                         | 6 3 | 6 2          |    |  |
| 3. |          | Ming Ming Joy Chia / Khee Yen Wee Jenneta Hallijevová / Anastasija Prenková | 2 6 | 4 6          |    |  |
| |          |                                                                             |     |              |    |  |
| |          |                                                                             |     |              |    |  |
| |          |                                                                             |     |              |    |  |
| |          |                                                                             |     |              |    |  |
| |          |                                                                             |     |              |    |  |